# Valleggia
Valleggia (in sloveno Jagodje) è un insediamento (naselje) della municipalità di Isola nella regione statistica del Litorale-Carso in Slovenia.
Il nome dell'insediamento Jagodje è cominciato a essere utilizzato nel 1957 per indicare i casali sparsi nell’area compresa tra il mare e la dorsale flyschoide di Malija.